# توني بيوي
توني بيوي (بالإنجليزية: Tony Bui)‏ هو منتج أفلام وكاتب سيناريو ومخرج أمريكي، ولد في 14 سبتمبر 1973 في مدينة هو تشي منه في فيتنام.

## وصلات خارجية
- توني بيوي على موقع IMDb (الإنجليزية)
- توني بيوي على موقع ألو سيني (الفرنسية)
- توني بيوي على موقع أول موفي (الإنجليزية)
- توني بيوي على موقع قاعدة بيانات الأفلام السويدية (السويدية)
- توني بيوي على موقع قاعدة بيانات الفيلم (الإنجليزية)
- توني بيوي على موقع كينوبويسك (الروسية)